# Dactylolabis hispida
Dactylolabis hispida är en tvåvingeart som beskrevs av Alexander 1966. Dactylolabis hispida ingår i släktet Dactylolabis och familjen småharkrankar. Inga underarter finns listade i Catalogue of Life.